# Анастасия Мономахина
Анастасия е византийска принцеса, дъщеря на император Константин IX Мономах и втората му съпруга, Елена (Мария) Склирина.
Според някои изследователи Анастасия Мономахина е византийската принцеса, която през 1046 г. е омъжена за великия киевски княз Всеволод I, на когото през 1053 г. ражда син – бъдещия велик княз Владимир II, който приема фамилията Мономах, за да подчертае родството си с византийския василевс. Според друго мнение през 1046 г. Всеволод се жени не за дъщерята на императора, а за негова по-далечна родственица. Нейното име и история не са известни, но в литературата тя често присъства като Мария, Анна или Ирина. Вероятно мнението, че велика киевска княгиня е станала Анастасия Мономахина, се основава на факта, че името Анастасия е споменато в синодика на Видубицкия манастир в Киев.